# 楊永昌
楊永昌（1951年12月26日—2022年10月16日）已故臺灣政治人物，中國國民黨籍，曾任兩屆大甲鎮民代表會代表及副主席、四屆臺中縣議會議員。因應臺中縣市合併改制直轄市，2010年11月27日於臺中市議員選舉當選市議員，2014年再次當選連任；2015年6月因涉嫌買票，遭台中地方法院判處當選無效，2016年2月3日台中高分院宣判當選無效，全案定讞。2022年10月16日，楊永昌於外埔區自宅逝世。

## 學歷
- 東南科技大學工管系畢業
- 立德大學管理學院碩士班

## 經歷
- 大甲鎮民代表會/第13屆代表、第14屆副主席
- 臺中縣議會/第12、13、14、15、16屆議員
- 臺中縣議會/副書記長
- 第一屆臺中市議會(直轄市)議員
- 臺中縣體育會/第20屆理事長
- 臺中縣警察之友會/大甲辦事處主任
- 中華民國柔道協會/理事
- 大甲鎮體育會/名譽主委
- 日南國中家長委員會/家長委員
- 國際獅子會300C2區/2008-2009總監

## 資料來源
1. ↑  .   [2022-10-17]. （原始内容存档于2022-10-28）.
2. ↑  .   [2016-02-03]. （原始内容存档于2019-06-08）.
3. ↑  .   [2022-10-21]. （原始内容存档于2022-10-21）.

## 外部連結
- 臺中市政府 （页面存档备份，存于）
- 臺中市議會